# レイ・カサール
レイ・カサール（Ray Kassar、Raymond Edward Kassar、1928年1月2日 – 2017年12月10日) は、アタリ社の元社長（1978年-1983年）。アタリの社長になる前は、当時世界最大の繊維会社だったバーリントン・インダストリーズの執行副社長を務めていた。
アタリショックの引き金を引いたとされる人物。繊維業界の出身だったためにゲーム業界が理解できず、自分の作品にクレジットを入れることを要求したゲームデザイナーに対して「タオルのデザイナーは自分のデザインしたタオルに名前を書くのか？」と言い放った逸話から「タオル皇帝（towel czar）」と称される。

## 略歴
1948年にバーリントン・インダストリーズに入社。その後、バーリントン・インダストリーズの執行副社長、およびバーリントンの家庭用部門の社長になった。カサールは取締役会のメンバーとなり、バーリントンで計26年間を過ごした。その後カサールは会社を辞め、自身の繊維会社を立ち上げ、エジプトで綿シャツを製造し、それを「Kassar」レーベルで販売した。
カサールは1978年2月、当時アタリの親会社だったワーナー・コミュニケーションズによってアタリの消費者部門の社長として雇用された。この時既にアタリ社の中では、アタリ社の生え抜きのスタッフ（そのほとんどは技術畑の出身だった）と、ワーナーが連れて来た新入社員（彼らはカサールと同様、ほとんどがビジネス畑の出身だった）との間に亀裂が生じ始めていた。
1978年11月、アタリ社の将来をめぐってアタリ社の共同創設者であるノーラン・ブッシュネルとワーナーとの間で論争が生じ、その後ノーラン・ブッシュネルが解雇され、カサールがアタリのCEOに就任した。バーリントン・インダストリーズにおける25年間の勤務により、カサールは秩序、組織、効率性を身につけていたが、同様の方針に沿ってアタリを刷新しようとする彼の努力は、ゲーム製作者側からかなりの敵意を引き起こした。アタリ社は、クリスマスシーズンだけでなく、一年中ゲームを宣伝し始めた。カサールは、かつてアタリ社のプログラマーを「精神力の高いプリマドンナ」と呼んだことがあるが、1979年のサンノゼ・マーキュリー・ニュースのインタビューにおいてアタリ社のプログラマーを「神経質なプリマドンナ」と呼んで以来、アタリ社の多くの人々に（繊維業界の出身ということから）「靴下王」や「タオル皇帝」などと陰口をたたかれるようになった。
カサール時代、アタリ社の売上高は1977年の7,500万ドルから、わずか3年後には22億ドル以上に増加した。アタリはこの時期に最大の成功を収めたが、息苦しい雰囲気と、ゲームデザイナーたちを正当に評価せずロイヤルティを支払わなかったことから従業員の怒りを買い、その多くが退職した。この期間中に、アラン・アルコーンを含む生え抜きのアタリ社スタッフのほぼ全員が辞めるか、解雇された。アタリ社の上層部も深刻な離職率に悩まされていた。多くの人がレイ・カサールの独裁的な経営スタイルを非難したが、カサールは責任を問われなかった。
最も特筆すべき離職者の例として、給料に不満を持った4人のプログラマーが挙げられる。彼らは、会社に何百万ドルもの利益をもたらしたゲームを実際に設計したにしては、自分たちの給料は少なすぎるんじゃないかと感じていた。彼らは少しでいいから歩合給を望んでいたが、その件についてカサールに尋ねたところ、デヴィッド・クレーン（アクティビジョンの創設者で、アメリカの有名ゲームデザイナー）曰く、カサールは「そのゲームにおいて、あなたがたは組み立てラインのライン工ほどの価値しかない」と答えたと回想している。クレーンと他の3人はアタリを退職し、独自の会社アクティビジョンを設立し、ゲーム史上初のサードパーティ開発者となった。
1981年に、非常に人気があり成功を収めたゲーム『Yars' Revenge』がAtari 2600用にリリースされた。ゲームのデザイナーであるハワード・スコット・ウォーショーは、半ば冗談で「Ray Kassar」を逆から綴って「Yar」と「Razak」という名前を付けた。ウォーショーは、このゲームは「アクティビジョンに対するレイの復讐」であると主張していた。
1982年、カサールは母校であるブラウン大学に多額の寄付をした。これを記念して、大学は大学の建物を彼の父親にちなんで「エドワード・W・カサール・ハウス」と名付けた。「カサール・ハウス」には現在、大学の数学部門が置かれている。
カサールは、史上最悪のクソゲー『E.T.』をプロデュースしたアタリショック最大の戦犯、と一般に信じられているが、実は、カサールは、かの大ヒット映画『E.T.』をゲーム化するという契約において責任を負っていない。スティーブン・スピルバーグおよびユニバーサル・ピクチャーズと交渉を行っていたのは、アタリの親会社ワーナー・コミュニケーションズのCEOであるスティーブ・ロスであった。『ET』ベースのビデオゲームを作るというアイデアについてどう思うか？というロスの質問に対するカサールの答えは、「愚かなアイデアだと思う。我々は映画からアクションゲームを実際に作ったことはない」。しかし、カサールが決定を下さなかったにもかかわらず、最終的にはそのプロジェクトは通過し、アタリ社が権利のために2,000万から2,500万米ドルを支払ったと報告された。これは、当時のビデオゲームのライセンス料としては異常に高額だった。このゲームは評判が悪く、売れ行きも悪かっただけでなく、需要が大きく過大評価されていた。
1983年7月、カサールはアタリでの巨額の損失が続いた責任を取って解雇された。1982年12月、カサールはワーナー・コミュニケーションズの株式5,000株を決算のわずか23分前に売却したが、予想を大幅に下回った第4四半期決算報告により、翌日にはワーナー株の価値が40％近く下落した。米国証券取引委員会は、カサールと当時のアタリ社副社長デニス・グロスを、違法なインサイダー知識を持って株を取引したとして告発した。カサールは有罪も無罪も認めずに利益を返還して和解した。カサールが売却した株式は、実際には同社の全保有株のうちごく一部にすぎず、後に米国証券取引委員会はカサールの不正行為を無罪とした。
レイ・カサールの辞任に伴い、1983年9月に元フィリップ・モリス社のジェームス・J.・モーガンがアタリ社のCEOに就任した。

## その他
カサールはコレクターであり個人投資家であり、パリ米国病院財団の理事を務めていた。
2000年12月2日から2001年2月11日まで、カサールの重要な個人コレクションから選ばれた一連の写真がサンタバーバラ美術館で展示された。「絵画的な写真：レイモンド・E・カサール・コレクション」と題されたこの展覧会では、アルフレッド・スティーグリッツ、エドワード・スタイチェン、ハインリヒ・キューン、ジョージ・シーリー、クラレンス・H・ホワイトなど、当時最も重要なカメラアーティストをフィーチャーした、1900年から1910年にかけて展示用に制作された33点の作品が展示された。コレクションの一部は、これまで外部に2度貸与されており、1994年にロサンゼルスのJ.・ポール・ゲッティ美術館に、2012年にニューヨークのノイエ・ギャラリーに貸与された。

## 参照
1. ↑  Hubner, John; Kistner, William F. (28 November 1983). “The Industry: What went wrong at Atari?”. InfoWorld (InfoWorld Media Group, Inc.) 5 (48):  151-158 (157). ISSN 0199-6649.
2. ↑  Keith, Phipps (2005年2月2日). “Interview—Howard Scott Warshaw”.   A.V. Club. 2009年12月10日閲覧。
3. 1 2  Kent, The Ultimate History of Video Games, p. 237.
4. ↑  Ross, Nancy (1983年9月27日). “Former Atari Chief Charged On Stock Sale”. The Washington Post 2021年4月6日閲覧。

- The Ultimate History of Video Games: From Pong to Pokémon--The story Behind the Craze That Touched Our Lives and Changed the World, by Steven L. Kent (2001) ISBN 0-7615-3643-4
- High Score!: The Illustrated History of Electronic Games, by Rusel DeMaria, Johnny L. Wilson (2003) ISBN 0-07-223172-6